# William J. Hughes
Pour les articles homonymes, voir Hughes.
William John Hughes est un homme politique américain né le 17 octobre 1932 et mort le 30 octobre 2019. Membre du Parti démocrate, il représente le New Jersey à la Chambre des représentants des États-Unis de 1975 à 1995.

## Biographie
Originaire de Salem, dans le New Jersey, William J. Hughes étudie à l'université Rutgers. Diplômé en 1958, il devient avocat à Ocean City puis procureur adjoint du comté de Cape May jusqu'en 1970. Il est marié à Nancy Highes avec qui il a quatre enfants.
Après un premier échec en 1970, il se présente à nouveau à la Chambre des représentants des États-Unis en 1974. Dans le sillage du scandale du Watergate, il bat le républicain sortant Charles W. Sandman Jr. dans le deuxième district du New Jersey,. À la Chambre des représentants, il prend notamment la tête de la sous-commission sur le crime, participant à l'adoption de plusieurs lois en faveur d'un plus grand contrôle des armes à feu et contre le trafic de drogues. Parmi ses principaux accomplissements, on trouve l'interdiction des fusils d'assaut, des balles anti-gilet pare-balles et, sur le plan environnemental, du déversement des déchets en mer.
En 1994, après vingt années au Congrès, Hughes ne se représente pas. Le républicain Frank LoBiondo, qu'il avait facilement battu deux ans plus tôt, lui succède. L'année suivante, Hughes est nommé ambassadeur des États-Unis au Panama par le président Bill Clinton, où il prépare le transfert du contrôle du canal de Panama aux Panaméens. Il quitte son poste en 1998.